# Palgrave Macmillan
Palgrave Macmillan (kort Palgrave, der var officielt navn frem til 2002) er et britisk-amerikansk akademisk forlag.
Det blev grundlagt i 2000, da det amerikanske forlag St. Martin's Press Scholarly and Reference og det britiske forlag Macmillan lagde deres akademiske forlagsvirksomheder sammen. I 2002 fik forlaget navnet Palgrave Macmillan. Både Macmillan og St. Martin's Press ejes af den tyske forlagskoncern Verlagsgruppe Georg von Holtzbrinck, der har hovedsæde i Stuttgart.
Navnet Palgrave har en lang historie knyttet til Macmillan-forlaget, og skriver sig fra den klassiske filolog Francis Palgrave og hans efterkommere, der udgav en række standardværker på Macmillan.